# 阿帕奇塔普拉普拉山
14°43′28″S 69°9′6″W / 14.72444°S 69.15167°W
阿帕奇塔普拉普拉山（Apachita Pura Pura），是玻利維亞的山峰，位於該國西部拉巴斯省的弗朗茨塔馬約省，處於里蒂阿帕切塔山西北面，屬於安第斯山脈中阿波洛班巴山脈的一部分，海拔高度5,360米。